# Eurocoelotes kulczynskii
Eurocoelotes kulczynskii är en spindelart som först beskrevs av Pencho Drensky 1915.  Eurocoelotes kulczynskii ingår i släktet Eurocoelotes och familjen mörkerspindlar.
Artens utbredningsområde är Bulgarien. Inga underarter finns listade i Catalogue of Life.